# Sphyrapicus varius
El chupasavia norteño (Sphyrapicus varius) es una especie de ave piciforme de la familia Picidae que habita en América del Norte, América Central y el Caribe.

## Descripción
La espalda y las alas son negras con franjas blancas. La cabeza es negra con rayas blancas a los lados. La frente y la coronilla son rojas. El pecho y la parte superior del vientre son amarillentos. El resto del vientre y el anca son blancos, y la cola es negra con una raya blanca por el centro. La garganta de los machos es roja, mientras que la de las hembras es blanca.

## Distribución y hábitat
Se reproduce en las áreas forestales de Canadá y el noreste de los Estados Unidos, pero hay también una población separada que se encuentra en los montes Apalaches de Virginia, Tennessee, y Carolina del Norte. Prefiere los bosques caducifolios.

## Comportamiento
Orada cavidades en los árboles, normalmente en los que ya están debilitados y blandos con enfermedades. Estas aves suelen aparearse con la misma pareja año tras año, con tal de que ambas sobrevivan, y suelen usar el mismo nido por muchos años. A veces, esta especie se mestiza con el chupasavias nuquirrojo (Sphyrapicus nuchalis) o el chupasavias pechirrojo (Sphyrapicus ruber) en los lugares donde sus regiones de distribución coinciden.
En el invierno estas aves hacen migraciones al sureste de los Estados Unidos, a las Indias Occidentales y a América Central. De vez en cuando un ave aparece en Irlanda o Gran Bretaña.
Como los otros chupasavias, esta especie taladra agujeros pequeños en los árboles para comer la savia y los insectos que están atraídos a ella. A menudo caza insectos directamente del tronco y en pleno vuelo. También come frutas y bayas.
En la primavera golpea los árboles y hace cantos que suenan a maullidos, para establecer territorio.